# Let my people go (книга)
«Let my people go» (укр. «Відпусти мій народ») — 15 текстів про Помаранчеву революцію — книга української письменниці Оксани Забужко. Являє собою колаж з есеїв та статей, написаних англійською мовою для відомих західних видань у час революції та одразу після неї, а також одного оповідання, що належить вже до художньої прози 

## Зміст
Книга містить: 
- переклади статей та есе Забужко, написаних англійською для західних видань під час, наприклад для Wall Street Journal, Der Spiegel тощо;
- тексти виступів Забужко на різних міжнародних конференціях та деякі статті для преси, з осмисленням та рефлексіями щодо революції;

- записи з щоденника Забужко з того періоду, які відображають зміни настроїв та атмосфери в Києві впродовж року, а також оповідання «Альбом для Густава», змодельоване на реальних подіях і деталях Майдану.[4]

У книзі описано події 2005 року в трагічному ключі, авторка розвінчує міф про «безкровність» Помаранчевої революції.

## Нагороди
У червні 2006 книга посіла перше місце у списку «Краща українська книга», а також «Краща книжка року — 2005» у номінації «Документалістика» за вибором журналу «Корреспондент».